# (4403) Kuniharu
(4403) Kuniharu est un astéroïde de la ceinture principale.

## Description
(4403) Kuniharu est un astéroïde de la ceinture principale. Il fut découvert le 2 mars 1987 à l'observatoire Gekko par Yoshiaki Ōshima. Il présente une orbite caractérisée par un demi-grand axe de 2,24 UA, une excentricité de 0,09 et une inclinaison de 3,1° par rapport à l'écliptique.

## Compléments